# Байе-ан-Франс
Байе-ан-Франс (фр. Baillet-en-France) — муниципалитет во Франции, в регионе Иль-де-Франс, департамент Валь-д'Уаз. Население — 1 787 человек (2004).
Муниципалитет расположен на расстоянии около 24 км севернее Парижа, 18 км восточнее Сержи.

## Демография
Динамика населения (Cassini и INSEE):